# Lorenzo Barcelata
 (janvier 2021).
Si vous disposez d'ouvrages ou d'articles de référence ou si vous connaissez des sites web de qualité traitant du thème abordé ici, merci de compléter l'article en donnant les références utiles à sa vérifiabilité et en les liant à la section « Notes et références ».
Lorenzo Barcelata (né le 24 juillet 1898 à Tlalixcoyan (Veracruz), mort le 13 juillet 1943) est un compositeur et acteur mexicain. Il meurt du choléra à Mexico.

## Biographie
Barcelata venait d'une famille à vocation musicale. Il a écrit sa première chanson, "Arroyito", à l'âge de 14 ans. Il a ensuite déménagé à Tampico où il a formé le quatuor "Cuarteto Tamaulipeco", avec le compositeur Ernesto Cortázar. Leur renommée s'est rapidement répandue dans toute la région et ils ont acquis une renommée internationale lorsque le gouvernement mexicain les a envoyés en tournée à Cuba. Pendant leur séjour, ils ont été engagés pour effectuer une tournée de 52 semaines aux États-Unis. Après que deux des membres ont été mortellement blessés dans un accident d'automobile, Barcelata est retourné au Mexique. Il a réformé le quatuor alors que sa renommée ne cessait de grandir. À partir de 1932, il entra dans l'industrie cinématographique mexicaine et devint un compositeur de films de premier plan jusqu'à sa mort. Il est également devenu célèbre en tant qu'acteur en jouant des rôles dans plusieurs films.
Sa chanson la plus célèbre est  "María Elena" (beaucoup la connaissent comme "yours is my heart" au Mexique) écrite à l'origine pour "Lucia Martínez García" à la demande d'Ernesto Soto Reyes, le mari de Lucía et pour laquelle il a payé 10 000 pesos à partir de là, peu de temps après Avant de l'enregistrer, Barcelata le montre à son ami homme d'affaires Anacarsis "Carcho" Peralta qui l'aime et curieusement il apparaît peu après comme "María Elena", le nom d'une petite amie que l'homme d'affaires avait. Maria Elena a été présentée dans le film mexicain du même nom. Une version de celui-ci a également été incluse sur la bande originale du film américain Bordertown. Il a ensuite été traduit en anglais et interprété par l'orchestre Lawrence Welk. Une autre version anglaise a été enregistrée par Jimmy Dorsey. La version de Dorsey a dominé les classements en 1941. Wayne King a également enregistré une version anglaise qui a atteint la position n ° 2 au cours de la semaine du 14 juin, finaliste seulement à la version Dorsey. Une version vocale de Tony Pastor a également atteint le Top 10 au cours de ce mois. Maria Elena a depuis été enregistrée internationalement par plusieurs musiciens différents. En 1958, le groupe brésilien Los Indios Tabajaras a enregistré une version qui est devenue populaire dans toute l'Amérique latine et plus tard (en 1963) a atteint la position n ° 6 dans les classements américains et n ° 5 dans les classements britanniques.
La popularité de Maria Elena aux États-Unis au début des années 1940 a poussé Barcelata à visiter à nouveau le pays. Il est retourné au Mexique en 1943 où il devait produire plusieurs programmes radiophoniques. Cependant, il est décédé le 13 juillet, avant que l'enregistrement ne puisse commencer. Au total, il a laissé un catalogue de 214 chansons, dont Por ti aprendí a querer et El Cascabel, entre autres. 
Un enregistrement de "El Cascabel" était l'un des morceaux de musique sur le Voyager Golden Record. Cette version était une interprétation mariachi interprétée par Antonio Maciel y Las Aguilillas avec El Mariachi México de Pepe Villa. L'album de 12 pouces qui a été lancé dans l'espace à bord des sondes spatiales Voyager à la fin des années 1970.